# هوغو ألاركون
هوغو ألاركون (بالإسبانية: Hugo Alarcón)‏ هو لاعب كرة قدم ومدرب كرة قدم تشيلي، ولد في 11 يناير 1993 في سانتياغو في تشيلي، وتوفي بنفس المكان في 11 يناير 2019. لعب مع نادي أونيفرسيداد كاتوليكا.

## وصلات خارجية
- هوغو ألاركون على موقع قاعدة بيانات كرة القدم.إي يو (الإنجليزية)
- هوغو ألاركون على موقع Soccerway.com (الإنجليزية)
- هوغو ألاركون على موقع AS.com (الإسبانية)